# Poppels bryggeri
Poppels bryggeri är idag[när?] Sveriges näst största bryggeri för hantverksöl med över 1 miljon sålda liter på Systembolaget. Idag har man 23 olika öl på Systembolaget men kommer att lansera ett flertal nya öl under 2021. Poppels brygger idag ca 130.000 liter i månaden.

## Historia
Poppels bryggeri är ett hantverksbryggeri som startade 2012. Bryggmästare är Daniel Granath. 
Poppels grundades sedan Daniel Granath, Tomas Kaudern och Thomas Fihlman träffats på Porterfestivalen i Göteborg 2011. Poppels grundades med 15 ägare utan krav på avkastning. Bryggeriet döptes till Poppelmans bryggeri men namnändrades till Poppels för att undvika en rättslig tvist. Den första ölsorten som producerades var en Brown Ale och 60 procent av sortimentet säljs via Systembolaget och resterande del till restauranger. Verksamheten förlades till Mölnlycke fabriker strax utanför Göteborg under namnet Poppels Bryggeri AB.
2015  exporterade Poppels sin första öl. Grannlandet Norge var först på bollen men idag finns Poppels i Norge, Danmark, Tyskland, Frankrike, Taiwan och Kina. 
2016 flyttade Poppels till Jonsereds fabriker. 2016 är också året som Poppels blir Eko certifierade. 
2017 i mars månad lanserar Poppels sin första folköl ut i matbutikerna. 
2019 genomförde Poppels en nyemission om aktier till ett värde om 18 000 000 kr och fick 3657 nya delägare.
2020 öppnade de restaurangen Poppels Öl & Mat i anslutning till bryggeriet i Jonsered strax utanför Göteborg.
2021 lanserar Poppels sin Selection och Experiment serie.